# Patrick Bauer
Pour les articles homonymes, voir Bauer.
Patrick Bauer, né le 28 octobre 1992 à Backnang, en Allemagne, est un footballeur allemand évoluant au poste de défenseur.